# Arsène Peschaud
 (avril 2025).
Baptiste Arsène Henri Peschaud, dit Arsène Peschaud, né le 12 mai 1896 à Ferrières-Saint-Mary (Cantal) et fusillé le 14 juin 1944 à Saint-Georges (Cantal), est un résistant français de la Seconde Guerre mondiale.

## Biographie

### Jeunesse et service militaire
Arsène Peschaud naît à Lusclade, hameau de Monstéroux (Cantal), dans une famille paysanne. Orphelin de mère peu après sa naissance, il est élevé par ses grands-parents maternels. Il commence sa vie active comme domestique agricole.
Mobilisé en 1915, il combat au sein du 121e régiment d'infanterie pendant la Première Guerre mondiale. Il est blessé à deux reprises en 1916. En 1918, il est envoyé en Orient et rentre en France en août 1919.

### Vie familiale et professionnelle
Il épouse Marie Lafon en 1917 à Saint-Cernin (Cantal). Veuf en 1923 avec trois enfants à charge, il se remarie en 1927 avec Françoise Dumond à Chavagnac (Cantal). Il exerce divers métiers : gérant de magasin, puis hôtelier à Murat (Cantal).
Ses déplacements le mènent successivement du Cantal à Paris, à Reims, dans l’Oise et enfin à Murat, où il tient l’Hôtel du Commerce dans les années 1930.

### Engagement dans la Résistance
Résistant isolé, Arsène Peschaud est suspecté d’avoir aidé des Juifs, des communistes, des réfractaires au STO et des réfugiés alsaciens. Dénoncé par un informateur local, il est arrêté le 12 juin 1944 lors des rafles de Murat (Cantal), lors d’une opération de répression menée par les troupes allemandes du capitaine Hugo Geissler.

### Exécution
Le 14 juin 1944, Arsène Peschaud est exécuté avec vingt-quatre autres otages au pont de Soubizergues, sur la commune de Saint-Georges, par des tirs dans le dos. Les corps sont provisoirement inhumés sur place.

## Hommages
Dès la Libération, plusieurs cérémonies honorent sa mémoire. Il est identifié lors de l’exhumation solennelle le 24 octobre 1944. Il est inhumé au cimetière de Lusclade, commune de Ferrières-Saint-Mary, le lendemain.
Son nom est inscrit sur plusieurs monuments :
- stèle des fusillés de Soubizergues
- stèle de l’hôtel Terminus à Saint-Flour,
- monument de la Résistance à Saint-Flour,
- monuments aux morts de Murat et de Lusclade,
- plaque commémorative de l’église Notre-Dame de Haute-Auvergne à Murat.

Il est reconnu au titre de la Résistance intérieure française (RIF), Interné résistant (DIR) et décoré à titre posthume de la Médaille militaire.